# Dresserus bilineatus
Dresserus bilineatus är en spindelart som beskrevs av Albert Tullgren 1910 och förekommer i Östafrika. Dresserus bilineatus ingår i släktet Dresserus, vilken ingår i familjen sammetsspindlar. Inga underarter finns listade i Catalogue of Life.